# Tumubao
Tumubao (土木 堡 Tumubao) est un système de défense de la Grande Muraille de la ville de Zhangjiakou dans la province de Hebei, construit comme une forteresse de trois grands bâtiments durant la dynastie Ming.
Tumubao est situé dans la section du mur entre Juyongguan et Datong et faisait partie intégrante du système de défense de la Grande Muraille. La forteresse est située à environ 10 kilomètres de la ville de Huailai, fait environ 1 000 m de long, 500 m de large et ses murs ont plus de 6 m de haut. Les murs sud et ouest de la forteresse sont encore visibles. À l'origine le mur était fait de terre battue avec un revêtement en brique dont il ne reste cependant que peu à présent.
Tumubao a été érigé de conserve avec Yulinbao (榆林 堡) et Jimingyi (鸡鸣 驿 également Jimingyi cheng 鸡鸣 驿 城) dans le nord de Pékin afin de protéger la capitale. L'armée Ming a été défaite à Tumubao à la bataille de la forteresse de Tumu en 1449.
- (de) Cet article est partiellement ou en totalité issu de l’article de Wikipédia en allemand intitulé « Tumubao » (voir la liste des auteurs).